# 圣类思堂 (格拉斯哥)
圣类思堂（St Aloysius Church）是苏格兰格拉斯哥的一座罗马天主教教堂，也是格拉斯哥唯一由耶稣会管理的教堂。它位于加內特希尔（Garnethill）区，山街和玫瑰街的转角，毗邻圣类思公学（St Aloysius' College），与学校关系密切。当它初建时，是格拉斯哥唯一带钟楼的天主教堂。它模仿了比利时的圣欧平主教座堂，是一座A类登录建筑。

## 历史
耶稣会于1859年到达格拉斯哥，接管了北伍德赛德路的圣若瑟堂。在19世纪60年代初，他们在加內特希尔区购买土地，当时那里是城市的西郊，受到富裕阶层青睐的住宅区。1868年，威廉·凯神父到达加內特希尔，他很快就在山街修建了一座大型建筑。这个建筑用铁和玻璃建造，非常类似于格拉斯哥皇后街站，被称为“凯神父的铁路棚”。这个教堂使用了四十年。1868年，慈爱修女会应耶稣会士的邀请来到加内特希尔，租到玫瑰街的两个房子，这是目前教堂的所在地。但是，因缺少工作人员，修女们不能在隔壁的公学工作，而要服务于在圣若瑟堂旁边的小学。

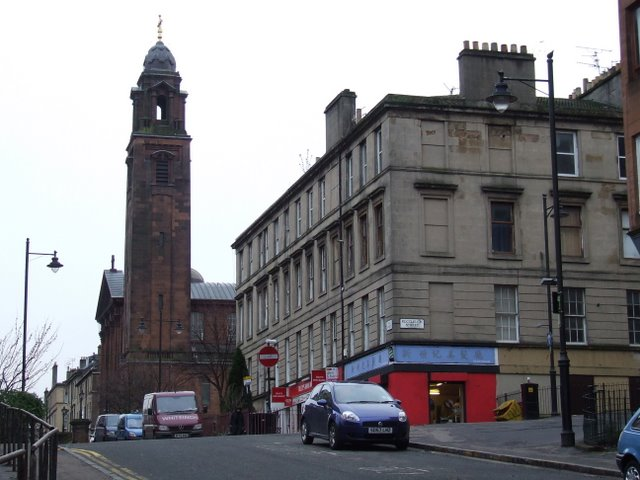

现在的教堂建筑在1908年10月4日奠基，1910年2月6日由总主教John Maguire祝圣。这是一座A类登录建筑，由比利时建筑师夏尔·让·梅纳特设计，为巴洛克复兴风格。梅纳特还设计了Rathven的圣伯多禄堂。这座教堂在格拉斯哥的天主教堂中很独特，它模仿了比利时那慕尔的圣欧平主教座堂和罗马的耶稣教堂。
教堂钟楼里的两口钟是在1910年安装的。它们原来是1865年放置在爱丁堡圣吉尔斯大教堂的10口钟中的两口。1890年，圣吉尔斯大教堂以20英镑的价格将钟出售给爱丁堡圣玛利亚主教座堂。但是，圣玛利亚主教座堂未能筹集到资金建造钟楼来容纳这些钟，于是分给其他教堂，其中两口钟来到圣类思堂。
教堂内有四个小堂：圣心小堂、圣母小堂、追思亡者小堂、圣依纳爵小堂，此外还有1933年增加的圣若望·安其味（St John Ogilvie）朝圣地，以纪念若望·安其味在1929年列福。
该堂的室内装饰耗时长久，花费颇多，使得该堂债台高筑。直到第二次世界大战之后，债务才逐渐还清。1953年11月29日，唐纳德·坎贝尔总主教主持了庄严的祝圣仪式。
2008年2月，西班牙游客捐赠了著名的蒙特塞拉特圣母像的副本，又名黑圣母，位于圣母小堂，在加泰罗尼亚以外只有二个这样的雕像。

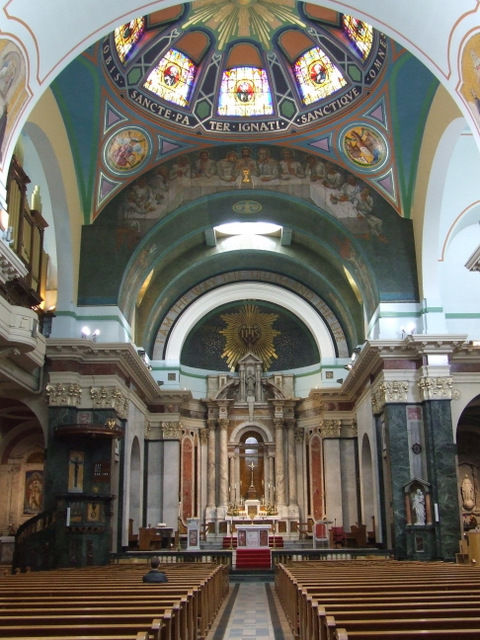
内部
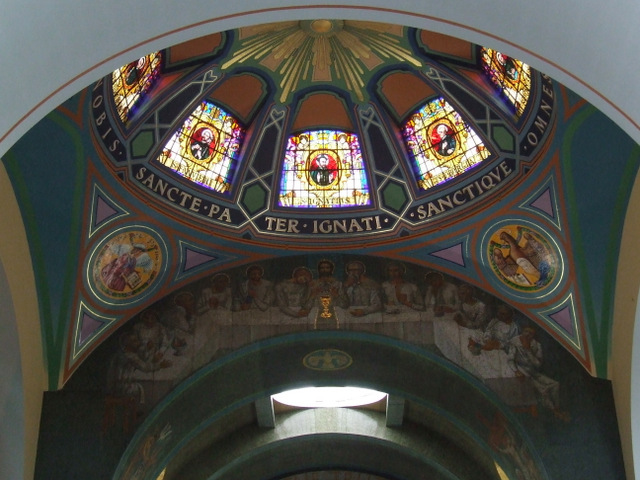

## 外部連結
- St Aloysius Church site（页面存档备份，存于）